# Filumena Marturano

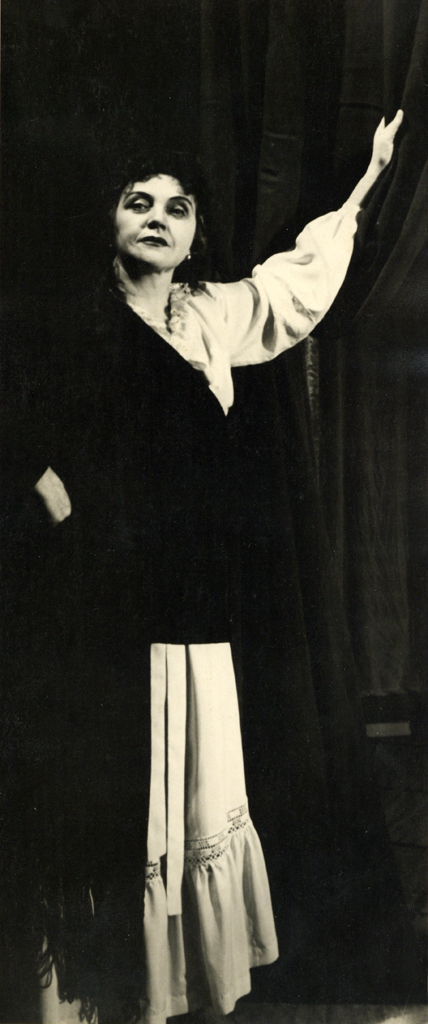
Mira Danilova como Filomena Marturano en una obra de 1955 del Teatro de la ciudad de Ljubljana

Filumena Marturano (o Filomena Marturano) es la más famosa pieza teatral del autor y actor napolitano Eduardo De Filippo. Fue estrenada en 1946.
Es un drama neorrealista situado en el Nápoles de posguerra, es decir, al finalizar la Segunda Guerra Mundial. La heroína Filomena ha sido llevada al teatro, la televisión y el cine en diversas adaptaciones para grandes figuras de la escena universal.
En cine la dirigió el mismo De Filippo. El personaje principal fue interpretado por su hermana, Titina De Filippo, para quien había sido escrita. En 1960, se ofreció en la televisión italiana con Susi Nicoletti, y en 1964 fue llevada al cine como Matrimonio a la italiana, dirigida por Vittorio de Sica y con Sophia Loren y Marcello Mastroianni como actores principales.
En 1950 otra versión cinematográfica fue rodada en Argentina protagonizada por Tita Merello y Guillermo Battaglia.
Traducida al inglés, en Broadway se llamó The best house in Naples o Filumena en 1956 con Katy Jurado, sólo 3 representaciones y en 1980 en la producción de Franco Zeffirelli con Joan Plowright quien también la hizo en Londres.
Otras intérpretes del personaje han sido Pupella Maggio, Isa Danieli, Valeria Moriconi, Lina Sastri, Regina Bianchi (en televisión 1962), Concha Velasco, María Asquerino, Queta Claver, María Rosa Gallo (Buenos Aires, 1987, dirigida por Cecilio Madanes), China Zorrilla, Yara Amaral, Judi Dench, Nidia Telles, Virginia Lago y Betiana Blum.